# Alexander Edler
Ulf Niklas Alexander Edler (* 21. dubna 1986 Östersund) je švédský hokejový obránce hrající v týmu Los Angeles Kings v severoamerické lize NHL.

## Úspěchy

### Individuální úspěchy
- Nejproduktivnější obránce J20 SuperElit – 2004/05
- Nejlepší nahrávač mezi nováčky WHL – 2005/06
- NHL YoungStars Game – 2008

### Kolektivní úspěchy
- Clarence S. Campbell Bowl – 2010/11
- Presidents' Trophy – 2010/11

## Statistiky

### Klubové statistiky
| Sezóna      | Klub              | Soutěž      |      | Základní část | Základní část | Základní část | Základní část | Základní část |   | Play off | Play off | Play off | Play off | Play off |
| Sezóna      | Klub              | Soutěž      | Z    | G             | A             | B             | TM            | Z             | G | A        | B        | TM       |          |          |
| 2005–06     | Kelowna Rockets   | WHL         | 62   | 13            | 40            | 53            | 44            | 12            | 3 | 5        | 8        | 12       |          |          |
| 2006–07     | Manitoba Moose    | AHL         | 47   | 5             | 21            | 26            | 16            | —             | — | —        | —        | —        |          |          |
| 2006–07     | Vancouver Canucks | NHL         | 22   | 1             | 2             | 3             | 6             | 3             | 0 | 0        | 0        | 2        |          |          |
| 2007–08     | Vancouver Canucks | NHL         | 75   | 8             | 12            | 20            | 42            | —             | — | —        | —        | —        |          |          |
| 2008–09     | Vancouver Canucks | NHL         | 80   | 10            | 27            | 37            | 54            | 10            | 1 | 7        | 8        | 6        |          |          |
| 2009–10     | Vancouver Canucks | NHL         | 76   | 5             | 37            | 42            | 40            | 12            | 2 | 4        | 6        | 10       |          |          |
| 2010–11     | Vancouver Canucks | NHL         | 51   | 8             | 25            | 33            | 24            | 25            | 2 | 9        | 11       | 8        |          |          |
| 2011–12     | Vancouver Canucks | NHL         | 82   | 11            | 38            | 49            | 34            | 5             | 2 | 0        | 2        | 8        |          |          |
| 2012–13     | Vancouver Canucks | NHL         | 45   | 8             | 14            | 22            | 37            | 4             | 1 | 0        | 1        | 2        |          |          |
| 2013–14     | Vancouver Canucks | NHL         | 63   | 7             | 15            | 22            | 50            | —             | — | —        | —        | —        |          |          |
| 2014–15     | Vancouver Canucks | NHL         | 74   | 8             | 23            | 31            | 54            | 6             | 0 | 3        | 3        | 4        |          |          |
| 2015–16     | Vancouver Canucks | NHL         | 52   | 6             | 14            | 20            | 46            | —             | — | —        | —        | —        |          |          |
| 2016–17     | Vancouver Canucks | NHL         | 68   | 6             | 15            | 21            | 36            | —             | — | —        | —        | —        |          |          |
| 2017–18     | Vancouver Canucks | NHL         | 70   | 6             | 28            | 34            | 68            | —             | — | —        | —        | —        |          |          |
| 2018–19     | Vancouver Canucks | NHL         | 56   | 10            | 24            | 34            | 54            | —             | — | —        | —        | —        |          |          |
| 2019–20     | Vancouver Canucks | NHL         | 59   | 5             | 28            | 33            | 62            | 17            | 0 | 7        | 7        | 20       |          |          |
| 2020–21     | Vancouver Canucks | NHL         | 52   | 0             | 8             | 8             | 58            | —             | — | —        | —        | —        |          |          |
| 2021–22     | Los Angeles Kings | NHL         | 41   | 3             | 16            | 19            | 34            | 7             | 0 | 2        | 2        | 14       |          |          |
| 2022–23     | Los Angeles Kings | NHL         | 64   | 2             | 9             | 11            | 34            | 4             | 0 | 0        | 0        | 4        |          |          |
| NHL celkově | NHL celkově       | NHL celkově | 1030 | 104           | 334           | 438           | 733           | 93            | 8 | 32       | 40       | 78       |          |          |

### Reprezentační statistiky
| Rok            | Tým            | Soutěž         | Z  | G | A | B  | TM |
| -------------- | -------------- | -------------- | -- | - | - | -- | -- |
| 2006           | Švédsko 20     | MSJ            | 6  | 0 | 1 | 1  | 6  |
| 2008           | Švédsko        | MS             | 8  | 1 | 2 | 3  | 12 |
| 2013           | Švédsko        | MS             | 2  | 0 | 1 | 1  | 25 |
| 2014           | Švédsko        | ZOH            | 4  | 1 | 1 | 2  | 0  |
| 2017           | Švédsko        | MS             | 10 | 2 | 2 | 4  | 4  |
| Junioři celkem | Junioři celkem | Junioři celkem | 6  | 0 | 1 | 1  | 6  |
| Senioři celkem | Senioři celkem | Senioři celkem | 24 | 4 | 6 | 10 | 41 |